# شهرستان دیبر
شهرستان دیبر (به لاتین: Dibër County) یک شهرستان در کشور آلبانی است که ۲٬۵۸۶ کیلومترمربع مساحت و ۱۳۷٬۰۴۷ نفر جمعیت دارد.